# Eva Hrdinová
Eva Hrdinová (ur. 15 czerwca 1984 w Pilźnie) – czeska tenisistka.

## Kariera tenisowa
Ma na koncie trzy wygrane turnieje ITF w singlu (Palić, Hechingen, Périgueux) i dziewiętnaście w deblu.
W 2008 roku po przejściu kwalifikacji wystąpiła po raz pierwszy w karierze w turnieju głównym imprezy wielkoszlemowej – w pierwszej rundzie Wimbledonu zmierzyła się z Caroline Wozniacki. Dunka wygrała spotkanie w dwóch setach.
Jej najlepszymi rezultatami w turniejach cyklu WTA Tour są finały debla, które osiągała w Paryżu, Carson (oba w 2008 roku), Båstad (w 2012 roku), Oeiras (w 2014 roku) i Pradze (w sezonie 2015).

## Finały turniejów WTA
| Legenda                     | Legenda |
| --------------------------- | ------- |
| Wielki Szlem                |         |
| Igrzyska olimpijskie        |         |
| WTA Tour Championships      |         |
| 1988 – 2008                 |         |
| Kategoria I                 |         |
| Kategoria II                |         |
| Kategoria III               |         |
| Kategoria IV                |         |
| Kategoria V                 |         |
| 2009 – 2020                 |         |
| WTA Premier Mandatory       |         |
| WTA Premier 5               |         |
| WTA Premier                 |         |
| WTA International Series    |         |
| WTA 125K series (2012–2020) |         |

### Gra podwójna 5 (0-5)
| Końcowy wynik | Nr | Data           | Turniej | Nawierzchnia  | Partnerka            | Przeciwniczki                         | Wynik finału   |
| ------------- | -- | -------------- | ------- | ------------- | -------------------- | ------------------------------------- | -------------- |
| Finalistka    | 1. | 10 lutego 2008 | Paryż   | Twarda (hala) | Vladimíra Uhlířová   | Alona Bondarenko Kateryna Bondarenko  | 1:6, 4:6       |
| Finalistka    | 2. | 27 lipca 2008  | Carson  | Twarda        | Vladimíra Uhlířová   | Chan Yung-jan Chuang Chia-jung        | 6:2, 5:7, 4–10 |
| Finalistka    | 3. | 22 lipca 2012  | Båstad  | Ceglana       | Mervana Jugić-Salkić | Catalina Castaño Mariana Duque Mariño | 6:4, 5:7, 5–10 |
| Finalistka    | 4. | 3 maja 2014    | Oeiras  | Ceglana       | Walerija Sołowjowa   | Cara Black Sania Mirza                | 4:6, 3:6       |
| Finalistka    | 5. | 1 maja 2015    | Praga   | Ceglana       | Kateryna Bondarenko  | Belinda Bencic Kateřina Siniaková     | 2:6, 2:6       |

## Wygrane turnieje rangi ITF

### gra pojedyncza (3)
| Lp. | Data       | Turniej   | Kat. | Naw.   | Finalistka         | Wynik         |
| --- | ---------- | --------- | ---- | ------ | ------------------ | ------------- |
| 1.  | 06/06/2004 | Palić     | ITF  | ziemna | Andrea Popović     | 6:0, 3:6, 6:0 |
| 2.  | 08/08/2004 | Hechingen | ITF  | ziemna | Nathalie Viérin    | 6:4, 6:3      |
| 3.  | 11/07/2007 | Périgueux | ITF  | ziemna | Julija Bejhelzimer | 3:6, 6:3, 6:4 |